# Black Diamond (almafajta)
A Black Diamond alma (kínaiul: gāla guǒ; 嘎啦果, magyarul: fekete gyémánt) egy ritka fajta a Huaniu alma családjából, amelyet a tibeti Nyingchi régióban termesztenek. Annak ellenére, amit a név sugall, az alma inkább lila árnyalatú, belül fehér péppel. Egyedülálló színét a régió 3500 m feletti magasságának köszönheti. A hőmérséklet vadul ingadozik nappal és éjszaka között, az almát sok ultraibolya sugárzás éri, ezek okozzák a sötét színt. A piac felső szegmenséhez tartozó Black Diamond csúcskategóriás szupermarketekben kerül értékesítésre, és körülbelül 50 jüanba kerül (7,75 USD). Sok gazdálkodó nem szívesen termeszti a gyümölcsöt, mivel a Black Diamond almafák későn, csak nyolc év után fordulnak termőre, és mivel a vegetációs időszak rövid (körülbelül 2 hónap). Ezenkívül a Black Diamond almának valószínűleg nincs jobb tápértéke, mint a többi kereskedelmi almafajtának.

## Fordítás
Ez a szócikk részben vagy egészben  a   Black Diamond Apple című angol Wikipédia-szócikk ezen változatának fordításán alapul.  Az eredeti cikk szerkesztőit annak laptörténete sorolja fel. Ez a jelzés csupán a megfogalmazás eredetét és a szerzői jogokat jelzi, nem szolgál a cikkben szereplő információk forrásmegjelöléseként.